# Pessoal navegante comercial
Na aviação comercial, o Pessoal Navegante Comercial (PNC) ou Pessoal de Cabine (PC) constitui o grupo de profissionais que atua nas cabines de passageiros das aeronaves, assistindo-os, garantindo seu o conforto e zelando pela sua segurança.
Juntamente como o pessoal navegante técnico (pilotos, navegadores e técnicos de voo), o PNC constitui a tripulação de uma aeronave comercial.
Os profissionais do PNC são, genericamente, designados "comissários de bordo", "comissários de voo" ou, simplesmente, "comissários". Quando do sexo feminino, o profissional é, formalmente, designado "comissária" no Brasil e "assistente" em Portugal (ou, na forma popular, respetivamente: "aeromoça" e "hospedeira do ar"). Nos restantes territórios e países de língua portuguesa, estes profissionais são, genericamente, designados como em Portugal.

## Funções
A partir do momento em que o passageiro entra no avião, a sua segurança e conforto são de responsabilidade do comissário de bordo.
O comissário demonstrará os procedimentos de emergência adotados pela empresa, fará o serviço de bordo e cuidará dos passageiros durante toda a viagem. De fato, terá que lidar com a rotina e o inesperado. Além disso, o comissário deverá estar preparado para trabalhar em horários incomuns. Pelas razões acima, conclui-se que a profissão de comissário de bordo requer um conjunto de características pessoais, físicas e psicológicas diferenciadas.

## Formação e categorias
A formação do pessoal navegante comercial era, antigamente, feita pelas próprias companhias aéreas. Hoje em dia, a formação pode ser feita em escolas independentes, que oferecem cursos certificados pelas autoridades de aviação civil (por exemplo, INAC em Portugal e ANAC no Brasil). No Brasil, os requisitos para formação de comissários são estabelecidos no RBHA 63.
Os cursos de formação para comissários de bordo, normalmente, incluem matérias como segurança no voo, emergências, navegação aérea, meteorologia, sobrevivência, legislação e regulamentação da aviação civil, primeiros socorros, língua inglesa.
Em Portugal, a carreira de PNC inclui as categorias de comissário de bordo/assistente de bordo, chefe de cabine e supervisor de cabine.
No Brasil, a carreira inclui as categorias de comissário auxiliar, chefe de cabine, comissário internacional, supervisor de cabine e chefe de equipe internacional.

## História
A profissão de comissário de bordo ou aeromoça para mulheres, surgiu em 1930 por reivindicação de uma mulher, Ellen Church, pois apaixonada por aviação e não poder pilotar uma aeronave por ser mulher, a enfermeira sugeriu à Boeing Air Transport que colocasse enfermeiras a bordo dos aviões para cuidar da saúde e segurança dos passageiros durante o voo.
As primeiras moças contratadas deveriam ser solteiras, não terem filhos, obedecer a um padrão de peso e altura, porém possuíam salários muito baixos. A ideia fez muito sucesso, pois as mulheres a bordo passavam segurança aos passageiros, já que a mulher era considerada uma figura de fragilidade, e tendo mulheres trabalhando a bordo passava a ideia aos viajantes de que o avião não era tão perigoso quanto pensavam.
Devido a Segunda Guerra Mundial, as enfermeiras foram convocadas para os campos de batalha, as companhias aéreas então começaram a colocar mulheres de nível superior a bordo, contudo sem perder o charme e a elegância, já que essa profissional representaria a empresa. A profissão popularizou-se, e perdeu o símbolo sensual que possuía, foi então que surgiu o "aeromoço", já que as funções do comissário aumentaram devido ao aumento do fluxo de passageiros, o que exigia mais do profissional.
|  |  |